# Cedric Robinson
Cedric James Robinson (5 de novembre de 1940 - 5 de juny de 2016) va ser un professor estatunidenc al Departament d'Estudis Negres del Departament de Ciència Política de la Universitat de Califòrnia, Santa Bàrbara (UCSB). Va dirigir el Departament d'Estudis Negres i el Departament de Ciència Política i va exercir com a director del Centre d'Investigació d'Estudis Negres. Les àrees d'interès de Robinson inclouen la filosofia política clàssica i moderna, la teoria social radical a la diàspora africana, la política comparada, el capitalisme racial i les relacions entre els mitjans de comunicació i la política.